# 梅州站
梅州站是漳龙铁路的四等车站，位于广东省梅州市梅江区江南新城彬芳大道南与客都大道交汇处，隶属中国铁路广州局集团广东铁路有限公司管辖。
本站于1993年动工兴建，1997年建成通车。车站开通时办理客货运业务，惟自2024年4月8日起暂停客运服务。

## 接驳公交
前往梅州火车站的公交路线有：
- 2：梅州火车站-梅江碧桂园
- 4：客家祠（客天下）-梅州火车站-梅江碧桂园
- 6：三角地站场-梅州火车站-第三人民医院
- 12：马鞍山站场-梅州火车站-芹洋花园
- 14：梅州火车站-嘉大西校门
- 16：三角地站场-梅州火车站-洋文村
- 26：梅州火车站-嘉大东校门